# Слышков, Алексей Яковлевич
Алексей Яковлевич Слышков (25 июня 1945, Сосновка, Пензенская область — 25 января 2011, Курган) — председатель Курганского областного суда (1986—2002).

## Биография
Алексей Яковлевич Слышков родился 25 июня 1945 года в селе Сосновка Сосновского сельсовета Башмаковского района Пензенской области, ныне село входит в Знаменский сельсовет того же района и области.
В 1973 году окончил Свердловский юридический институт по специальности «правоведение».
С февраля 1972 года работал в судах общей юрисдикции и органах юстиции, последовательно занимая должности консультанта в Курганском городском суде, старшего консультанта в Отделе юстиции Курганского облисполкома.
В июле 1974 года избран судьёй Курганского городского народного суда.
В ноябре 1976 года избран членом Курганского областного суда.
В июне 1980 года избран заместителем председателя Курганского областного суда.
В июле 1982 года назначен на должность заместителя начальника Отдела юстиции Курганского облисполкома.
В марте 1985 года избран председателем президиума Курганской областной коллегии адвокатов.
В декабре 1986 года решением Курганского областного Совета народных депутатов назначен на должность председателя Курганского областного суда. В последующие годы он избирался на должность председателя областного суда на новые сроки полномочий.
Слышков имел высший квалификационный класс, присвоенный решением Высшей квалификационной коллегии судей Российской Федерации.
Полномочия Слышкова были прекращены с 1 ноября 2002 года в связи с его письменным заявлением об отставке.
Пребывая в отставке, входил в состав квалификационной коллегии судей Курганской области в качестве представителя общественности.
Алексей Яковлевич Слышков умер 25 января 2011 года. Похоронен на кладбище села Кетово Кетовского сельсовета Кетовского района Курганской области, ныне село — административный центр Кетовского муниципального округа той же области.

## Награды
- Звание «Заслуженный юрист Российской Федерации»
- Нагрудный знак Совета Судей Российской Федерации «За служение правосудию»
- Почётные грамоты совета судей Курганской области.

## Семья
- Сын — Слышков Сергей Алексеевич, трудился в мировом суде[3].
- Дочь — Пшеничникова Ирина Алексеевна, судья Арбитражного суда Курганской области.
- Зять — Пшеничников Дмитрий Валерьевич, судья Курганского городского суда.